# Abadia de Sant Tiberi
L'abadia de Sant Tiberi (Saint-Thibéry en francès) és una abadia del segle viii, situada al municipi de Sant Tibèri (Llenguadoc-Rosselló, França), inscrita com a monument històric.
Fou un antic monestir occità a uns 25 km del monestir d'Aniana. Aquesta proximitat originà a la creença que Attilió, a qui sant Benet d'Aniana consultava sovint, era el mateix abat Attilió que va fundar el monestir i el va governar en temps de Carlemany. Però Attilió només en seria el restaurador doncs el monestir ja existiria anteriorment, havent estat destruït pel sarraïns (com la major part dels monestirs de Septimània). El lloc ja era famós per contenir les tombes dels sants Tiberi, Modest i Florenci que havien sofert martiri sota emperadors pagans. El lloc s'anomenava al segle iv Cesarea (segons els Itineraris) i va agafar el nom del primer dels tres màrtirs. Va formar part de la diòcesi d'Agde. La vila que va sorgir a la rodalia, Sant Tibèri, es va crear a la vora del rierol de Tongue prop del lloc on desaigua al riu Erau (Herault).